# نادیا بیورلین
نادیا آلکساندرا بیورلین (به انگلیسی: Nadia Alexandra Bjorlin؛ زادهٔ ۲ اوت ۱۹۸۰) بازیگر، خواننده، مدل و نوازنده ایرانی - آمریکایی است. او به دلیل نقش‌آفرینی در سریال «روزهای زندگی ما» در نقش «کلویی لین» به شهرت رسید و همچنین به خاطر فعالیت‌هایش در عرصه موسیقی، تئاتر و سریال‌هایی نظیر «ونیز: مجموعه»، «دو مرد و نصفی»، «ان‌سی‌آی‌اس» و «دو دختر ورشکسته» شناخته می‌شود. 
بیورلین با پیشینه‌ای چندفرهنگی، که ریشه در میراث سوئدی پدر و ایرانی مادرش دارد، در حرفه خود ترکیبی از استعدادهای گوناگون را به نمایش گذاشته و در کنار فعالیت‌های هنری، در امور خیریه، به‌ویژه در زمینه تحقیقات سرطان، نیز مشارکت فعالی داشته است.

## اوایل زندگی
نادیا بیورلین در ۲ اوت ۱۹۸۰ در نیوپورت، رود آیلند به دنیا آمد. او دومین فرزند بزرگ خانواده آهنگساز و رهبر ارکستر سوئدی، اولف بیورلین و فری بیورلین (با نام خانوادگی پیش از ازدواج: داداشی)، طراح داخلی ایرانی‌تبار، است.
بیورلین به زبان‌های انگلیسی، سوئدی و فارسی مسلط است و همچنین در زبان‌های فرانسوی، ایتالیایی و روسی آموزش دیده است.
خانواده بیورلین زمانی که او هنوز نوزاد بود، به زادگاه پدری‌اش، سوئد، مهاجرت کردند. او کودکی خود را «شگفت‌انگیز» و همراه با «والدینی مهربان و خواهر و برادرهایی که می‌توانست به آن‌ها تکیه کند» توصیف کرده است، هرچند به یاد می‌آورد که نسبت به تنش‌های نژادی در سوئد «بی‌توجه» بوده است. اگرچه او هرگز در سوئد به مدرسه نرفت، برخی از خواهر و برادرهایش در آنجا تحصیل کردند و از تجربه «آزار و اذیت» توسط همکلاسی‌ها به دلیل ایرانی‌تبار بودنشان صحبت کرده‌اند. بیورلین که پس از انقلاب ایران متولد شده بود، می‌گوید: «من در دوره‌ای بزرگ شدم که ایرانیان در برخی نقاط جهان مورد تحقیر قرار می‌گرفتند.»
خانواده بیورلین پیش از هفت‌سالگی او چندین بار بین ایالات متحده و سوئد جابه‌جا شدند. آن‌ها به دلیل شغل پدرش در شهرهایی مانند استکهلم، لس‌آنجلس و پالم بیچ فلوریدا زندگی کردند. نادیا برای تحصیل به مرکز هنرهای اینترلوکن و مؤسسه تانگلوود دانشگاه بوستون رفت و به دلیل برتری در تئاتر، آواز، موسیقی و رقص مورد تقدیر قرار گرفت. او به همراه برادرانش، اولف و ژان پل، دو سال اول دبیرستان را در مدرسه هنرهای پالم بیچ (که اکنون به نام مدرسه هنرهای درایفوس شناخته می‌شود) گذراند. در آنجا، او با اپرای پالم بیچ همکاری داشت و در سال ۱۹۹۶ در یک مسابقه بین‌المللی آواز در ورونا، ایتالیا، به عنوان عضوی از گروه کر مدال طلا را کسب کرد. در سال آخر دبیرستان، خانواده‌اش به نیویورک نقل مکان کردند و او در مدرسه حرفه‌ای کودکان تحصیل کرد، جایی که با بازیگران معروفی مانند جولیا استایلز، گبی هافمن و مکالی کالکین هم‌مدرسه بود. در مه ۱۹۹۹، بیورلین در مسابقه اپرای مترو لیریک در نیویورک مقام اول را کسب کرد. پس از فارغ‌التحصیلی از دبیرستان، تصمیم گرفت تمرکز خود را از خوانندگی به بازیگری تغییر دهد.

## زندگی شخصی

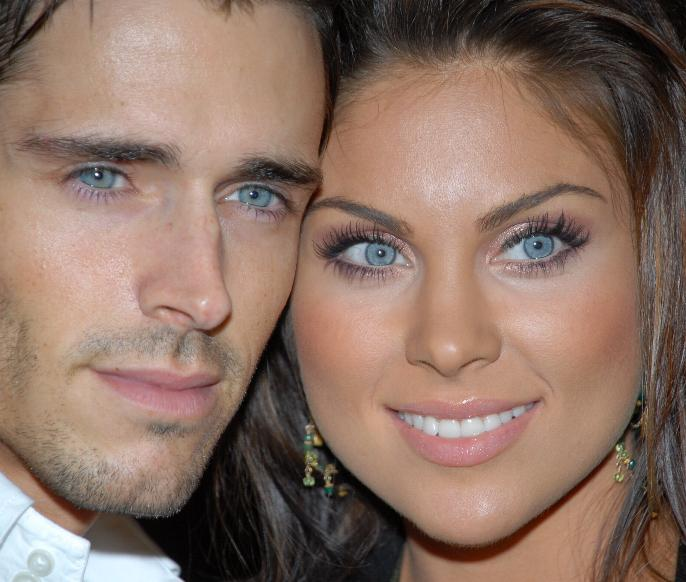
نادیا بیورلین و براندون بیمر

بیورلین در حدود سال‌های ۲۰۰۰ یا ۲۰۰۱ با فرانک کرامر، شخصیت رادیویی لس‌آنجلس، رابطه داشت؛ کرامر اغلب در برنامه‌اش از او با نام «سه‌شنبه» یاد می‌کرد. او همچنین در سال‌های ۲۰۰۱–۲۰۰۲ با بروس ویلیس رابطه داشت. بیورلین زمانی با دانیل سادک، سرمایه‌دار وام‌دهی غیراستاندارد که فیلم ردلاین را تولید کرد، نامزد بود. او به مدت هفت سال تا سال ۲۰۱۳ با براندون بیمر، هم‌بازی‌اش در روزهای زندگی ما، در رابطه بود.
بیورلین در اوت ۲۰۱۴ با گرنت ترنبول، توسعه‌دهنده املاک و سازنده خانه، نامزد شد. این زوج در ۱۵ مه ۲۰۱۵ در پالم اسپرینگز ازدواج کردند. آن‌ها دو پسر به نام‌های تورین ماتیاس و ویگو سباستین دارند.بیورلین با فره فتح، هم‌بازی سابقش در روزهای زندگی ما، دوستی نزدیکی دارد.
پدر بیورلین، اولف بیورلین، در سال ۱۹۹۳ در سن ۶۰ سالگی بر اثر لوسمی درگذشت. از آن زمان، نادیا در چندین فعالیت خیریه و جمع‌آوری کمک مالی برای افزایش آگاهی و حمایت از تحقیقات درباره این نوع سرطان مشارکت داشته است. او تیم خود به نام «جنگجویان سرطان نادیا» را تشکیل داده تا به یافتن درمانی برای این بیماری کمک کند. در ۱۵ ژوئن ۲۰۱۳، بیورلین و نامزد آن زمانش، براندون بیمر، در رویداد سالانه «روشن کردن شب» انجمن لوسمی و لنفوم در مرکز فرهنگی اسکیربال در لس‌آنجلس شرکت و میزبانی کردند، با هدف جمع‌آوری ۵۰۰٬۰۰۰ دلار برای تحقیقات لوسمی و کمک به بیماران. در ۵ اکتبر ۲۰۱۳، او بار دیگر در رویداد «روشن کردن شب» در استودیوهای سانست گاور در هالیوود شرکت کرد..
در سال ۲۰۱۷، خواهر بیورلین، کمیلا، که او نیز بازیگر است، به دلیل مدیریت یک طرح کلاهبرداری «پامپ و دامپ» توسط کمیسیون بورس و اوراق بهادار ایالات متحده مورد تحقیق قرار گرفت.
بیورلین علاوه بر خوانندگی و بازیگری، نوازنده‌ای است که فلوت، هارپ، گیتار و پیانو می‌نوازد.

## حرفه
اولین نقش اصلی بیورلین در آوریل ۱۹۹۹ با ایفای نقش کلویی لیندر سریال «روزهای زندگی ما» آغاز شد. در اواخر سال ۱۹۹۹، او در موزیک‌ویدئوی آهنگ «شیک یور بان-بان» از ریکی مارتین به عنوان یک رقصنده گو-گو ظاهر شد.
بیورلین در ژوئن ۲۰۰۳ سریال «روزهای زندگی ما» را ترک کرد تا روی حرفه خوانندگی خود تمرکز کند، اما در دسامبر همان سال بازگشت. در سپتامبر ۲۰۰۵، او بار دیگر این سریال را ترک کرد و به بازیگران سریال «سکس، عشق و اسرار» شبکه یوپی‌ان پیوست. این سریال توسط شبکه لغو شد، اما بیورلین به حضور در سریال‌های تلویزیونی مانند «جیک در حال پیشرفت» و «خارج از تمرین» ادامه داد.

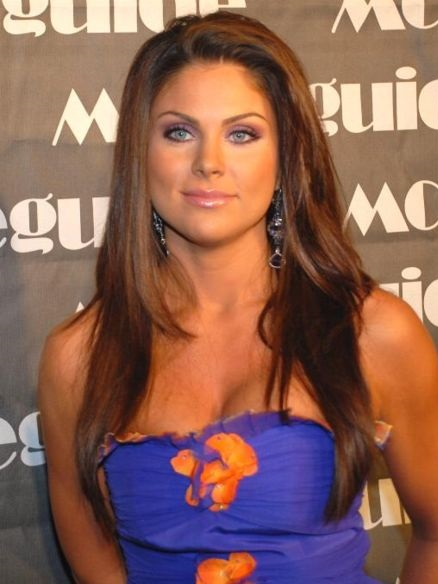
نادیا بیورلین در سال ۲۰۰۸

بیورلین در فیلم مستقل سال ۲۰۰۷ «اگر می‌دانستم نابغه‌ام»، با بازی مارکوس ردموند، ووپی گلدبرگ، شارون استون و تارا رید حضور یافت. این فیلم در جشنواره فیلم ساندنس ۲۰۰۷ به نمایش درآمد.
او همچنین نقش اصلی زن را در فیلم «ردلاین» محصول شرکت شیکاگو پیکچرز ایفا کرد. این فیلم توسط نامزد آن زمانش، دانیل سادک، که از شرکت وام‌دهی غیراستاندارد خود (که بعداً ورشکست شد) برای تأمین مالی استفاده کرد، تولید شد. هدف این فیلم کمک به بیورلین برای خروج از دنیای سریال‌های آبکی بود. این فیلم که در آوریل ۲۰۰۷ اکران شد، در وب‌سایت راتن تومیتوز امتیاز نادر ۰٪ را دریافت کرد، به این معنا که هیچ نقد مثبتی نداشت. بیورلین در نوامبر ۲۰۰۷ به «روزهای زندگی ما» بازگشت.
از سال ۲۰۰۹، بیورلین در نقش لارا میلر، نویسنده لزبین، در سریال «ونیز: مجموعه» بازی کرده است.
در سال ۲۰۱۰، بیورلین نقش کوتاهی در سریال «ان‌سی‌آی‌اس» به عنوان یک زن خانه‌دار حومه‌ای با بیکینی در جریان تحقیقات درب‌به‌درب ایفا کرد. در همان سال، او در سریال کمدی «دو مرد و نصفی» شبکه سی‌بی‌اس در نقش معشوقه لزبین اِوِلین هارپر (با بازی هالند تیلور) به نام جیل حضور یافت.
در سال ۲۰۱۱، بیورلین یکی از ستارگان سریال واقعی «صابون کثیف»بود که نگاهی پشت صحنه به خروج او از روزهای زندگی ما و زندگی پس از آن، از جمله روابط متزلزل بین نامزدش و مادرش که معتقد بود او به اندازه کافی با نادیا خوب رفتار نمی‌کند، ارائه می‌داد.
بیورلین در ۳ و ۴ اوت ۲۰۱۳ برای دو اپیزود به مناسبت پنجاهمین سالگرد سریال «روزهای زندگی ما» در نقش کلویی بازگشت.
او در ۷ اکتبر ۲۰۱۳ در سریال «دو دختر ورشکسته» در نقش صاحب یک گربه که توسط شخصیت‌های اصلی پیدا شده بود، به صورت مهمان حضور یافت.

## فیلمشناسی

### فیلم‌ها
| سال  | عنوان                | نقش           |
| ---- | -------------------- | ------------- |
| ۲۰۰۲ | ازدواج واژگون        | تریسی         |
| ۲۰۰۷ | اگر می‌دانستم نابغه‌ام | فیث           |
| ۲۰۰۷ | خط قرمز              | ناتاشا مارتین |
| ۲۰۰۸ | جک ریو               | سونیا هانتر   |
| ۲۰۱۲ | دعوت به طلاق         | الکس روورسون  |
| ۲۰۲۰ | تنها                 | مصاحبه‌گر      |
| ۲۰۲۰ | مبتنی بر ایمان       | کتی           |

### تلویزیون
| سال                                   | عنوان                  | نقش            | یادداشت‌ها |
| ------------------------------------- | ---------------------- | -------------- | --- |
| ۱۹۹۹-۲۰۰۵، ۲۰۰۷-۲۰۱۱، ۲۰۱۳، ۲۰۱۵-۲۰۲۳ | روزهای زندگی ما        | کلویی لین      | نقش ثابت (۱۹۹۹–۲۰۰۳، ۲۰۰۷–۲۰۱۱، ۲۰۱۳، ۲۰۱۶–۲۰۱۹، ۲۰۲۰–۲۰۲۳)؛ نقش دوره‌ای (۲۰۰۳–۲۰۰۵)؛ نقش مهمان (۲۰۱۳، ۲۰۱۵، ۲۰۱۶، ۲۰۲۰) |
| ۲۰۰۴                                  | وحشی‌های کامل           | زن شماره ۲     | قسمت: «تقریباً مردان در یونیفرم»                                                                                         |
| ۲۰۰۵                                  | جیک در حال پیشرفت      | زن زیبا        | قسمت: «زبان اشاره» |
| ۲۰۰۵                                  | سکس، عشق و اسرار       | مگ             | ۲ قسمت |
| ۲۰۰۶                                  | خارج از تمرین          | آلانا          | قسمت: «رفتار مدل» |
| ۲۰۱۰                                  | ان‌سی‌آی‌اس               | بریتانی        | قسمت: «هوای مرده» |
| ۲۰۱۰                                  | دو مرد و نصفی          | جیل            | قسمت: «بهار روی چوب» |
| ۲۰۱۲                                  | سی‌اس‌آی: بررسی صحنه جرم | کریستال هاسلبک | قسمت: «بدخواهی در سرزمین عجایب»                                                                                         |
| ۲۰۱۳                                  | مدیریت خشم             | دکتر میلر      | قسمت: «شریک جدید مطالعه جنسی چارلی»                                                                                     |
| ۲۰۱۳                                  | دو دختر ورشکسته        | پم             | قسمت: «و کیتی کیتی اسپنک اسپنک»                                                                                         |
| ۲۰۱۶                                  | می‌دانم لیزی کجاست      | تریسی          | فیلم تلویزیونی |
| ۲۰۱۵                                  | رضایت                  | آمارا          | قسمت: «از طریق سفر» |

### سریال‌های وب
| سال         | عنوان                                     | نقش       | یادداشت‌ها   |
| ----------- | ----------------------------------------- | --------- | ----------- |
| ۲۰۰۹–تاکنون | ونیز: مجموعه                              | لارا میلر | بازیگر اصلی |
| ۲۰۱۹–۲۰۲۰   | روزهای زندگی ما: تجدید دیدار انفجار نهایی | کلوئه لین | بازیگر اصلی |

## جوایز و نامزدی‌ها
| سال  | جایزه                 | اثر             | دسته‌بندی                        | نتیجه |
| ---- | --------------------- | --------------- | ------------------------------- | ----- |
| ۲۰۱۱ | جوایز مجموعه‌های مستقل | ونیز: مجموعه    | بهترین بازیگر مکمل زن - درام    | نامزد |
| ۲۰۲۰ | جوایز هاب صابونی      | روزهای زندگی ما | بازیگر زن محبوب روزهای زندگی ما | نامزد |
| ۲۰۲۱ | جوایز هاب صابونی      | روزهای زندگی ما | بازیگر زن محبوب روزهای زندگی ما | نامزد |